# Coulterella
Coulterella es un género monotípico de plantas fanerógamas perteneciente a la familia de las asteráceas. Su única especie, Coulterella capitata, es originaria de México en Baja California.

## Descripción
Es un arbusto que alcanza un tamaño de 1 - 2 m de altura, con tallos de 5 cm de diámetro, y hojas carnosas, ovadas, acuminadas y dentadas. La capitulescencia con involucro de 5-6 mm. Las flores amarillas y el fruto en forma de aquenio.

## Taxonomía
Coulterella capitata fue descrita por Vasey & Rose y publicado en Contributions from the United States National Herbarium 1(3): 71, pl. 1. 1890.
Sinonimia
- Coulterella vaseyi Rose ex O.Hoffm.[4]